# Giulio Cesare Carcano
Giulio Cesare Carcano (Milano, 20 novembre 1910 – Mandello del Lario, 14 settembre 2005) è stato un ingegnere e progettista italiano specializzato nel settore motociclistico.

## Biografia
Laureatosi al Regio Istituto Tecnico Superiore (il futuro Politecnico) nel 1934, prestò il servizio militare e venne assunto in Moto Guzzi nel 1936. Dopo un primo periodo di apprendistato nella progettazione di moto militari, si mise in luce nelle competizioni con il modello "Condor" che, unitamente alle successive versioni "Dondolino", "Gambalunga" e "Gambalunghino", le quali avevano rispettivamente cilindrate di 500cc per le prime due, l'ultima, invece, era equipaggiata con un motore da 250cc. Lavorò anche su una motocicletta da competizione bicilindrica basata sul motore della condor, suo capolavoro motociclistico fu li motore 500cc V8 che vide la luce nel 1955 sulle guzzi 500 da competizione. fu protagonista di una impressionante serie di vittorie sui circuiti di tutto il mondo.
È stato l'autore di diverse motociclette, dalla "Otto Cilindri" del 1955 al motore bicilindrico a V trasversale di 90°, montato per la prima volta sulla "V7 700"' nel 1965 e che, con la medesima architettura, è divenuto il simbolo stesso della casa di Mandello.
L'ingegner Carcano rimase sempre legato all'azienda di Mandello del Lario sino al 1965, proseguendo poi la sua attività nel campo delle imbarcazioni, applicando nel canottaggio agonistico una modifica usata oggi in tutto il mondo: sul 4- (quattro senza) la formazione classica prevede che i remi siano alternati (uno destro uno sinistro, uno destro uno sinistro); la sua innovazione consisteva nell'avere il primo e il quarto da un lato e i due centrali dall'altro; questa innovazione fece vincere alla Canottieri Moto Guzzi numerosi titoli e successivamente a tanti equipaggi di varie nazioni. 
Nel campo delle imbarcazioni a vela realizzò tra l'altro un 5,50 (5,50 non è la lunghezza ma il risultato di una divisione nella quale sono previsti vari parametri; è quindi un tipo di barca che lascia ampi spazi alla creatività del disegnatore). Timonando in persona il "Volpina", giunse terzo ai campionati mondiali.
Utilizzò la galleria del vento della Guzzi per disegnare l'aerodinamica del bob a 2 dell'Aeronautica che vinse le Olimpiadi di Cortina.
Muore alla soglia dei novantacinque anni nella sua casa di Mandello.